# Catherine et Compagnie
Pour plus de détails, voir Fiche technique et Distribution.
Catherine et Compagnie ou encore affiché Catherine & Cie  est un film franco-italien de Michel Boisrond sorti en 1975.

## Synopsis
Une jeune et jolie Anglaise débarque à Paris pour vivre des aventures. Elle s'amourache de plusieurs hommes et se lance dans le commerce… de son corps.

## Fiche technique
- Titre : Catherine et Compagnie
- Réalisation : Michel Boisrond
- Assistant-stagiaire à la mise en scène : Yves Krier
- Scénario : Catherine Breillat et Leo L. Fuchs
- Décors : François de Lamothe
- Costumes : Simone Baron
- Photographie : Richard Suzuki
- Son : Guy Villette
- Montage : Jacques Witta
- Musique : Vladimir Cosma
- Production : Leo L. Fuchs
- Sociétés de production : Produzione Intercontinentale Cinematografica, Viaduc Productions
- Société de distribution : Warner Bros.
- Langue : français
- Format : couleur  (Technicolor) - 35 mm - Son mono
- Date de sortie : 
  - France : 22 octobre 1975
- France Mention CNC[1] : interdit aux moins de 12 ans (visa d'exploitation no 44010 délivré le 15 octobre 1975)
- Affiche : René Ferracci (France)

## Distribution
- Jane Birkin : Catherine
- Patrick Dewaere : François
- Jean-Claude Brialy : Guillaume
- Mehdi El Glaoui : Thomas
- Henri Garcin : Robert Grandin
- Jean Barney : Bernard
- Jean-Pierre Aumont : le marquis de Puisargue
- Jacques Legras : un monsieur
- Dora Doll : la mère de Catherine
- Vittorio Caprioli : Moretti
- Nathalie Courval : Mauve
- Jacques Marin : le patron de l'agent de location de voiture
- Bernard Musson : le vendeur chez Cartier
- Jacques Rosny : Jean-Pierre
- Maurice Travail : l’examinateur du permis de conduire
- Carlo Nell : Duguet
- José Luccioni : Un journaliste
- Hélène Duc
- Jean Rupert

## Autour du film
- Le film passa inaperçu lors de sa sortie en salles (plus de 285 000 entrées en France[2]). Il est sorti en VHS à la fin des années 1980, mais à ce jour le film est toujours inédit en DVD.